# Kleinchursdorf
Kleinchursdorf ist ein Ortsteil der Gemeinde Remse im Landkreis Zwickau in Sachsen. Er wurde am 17. September 1961 eingemeindet.

## Geographie
Kleinchursdorf liegt nördlich der Zwickauer Mulde. Im Süden geht der Ort nahtlos in Remse über. Durch Kleinchursdorf fließt der Buchgraben, welcher in Remse in die Zwickauer Mulde mündet. Südlich von Kleinchursdorf verläuft in Remse die Bundesstraße 175.

### Nachbarorte
|            | Wickersdorf                                 |          |
| Neukirchen | Kompassrose, die auf Nachbargemeinden zeigt | Kertzsch |
|            | Remse                                       |          |

## Geschichte

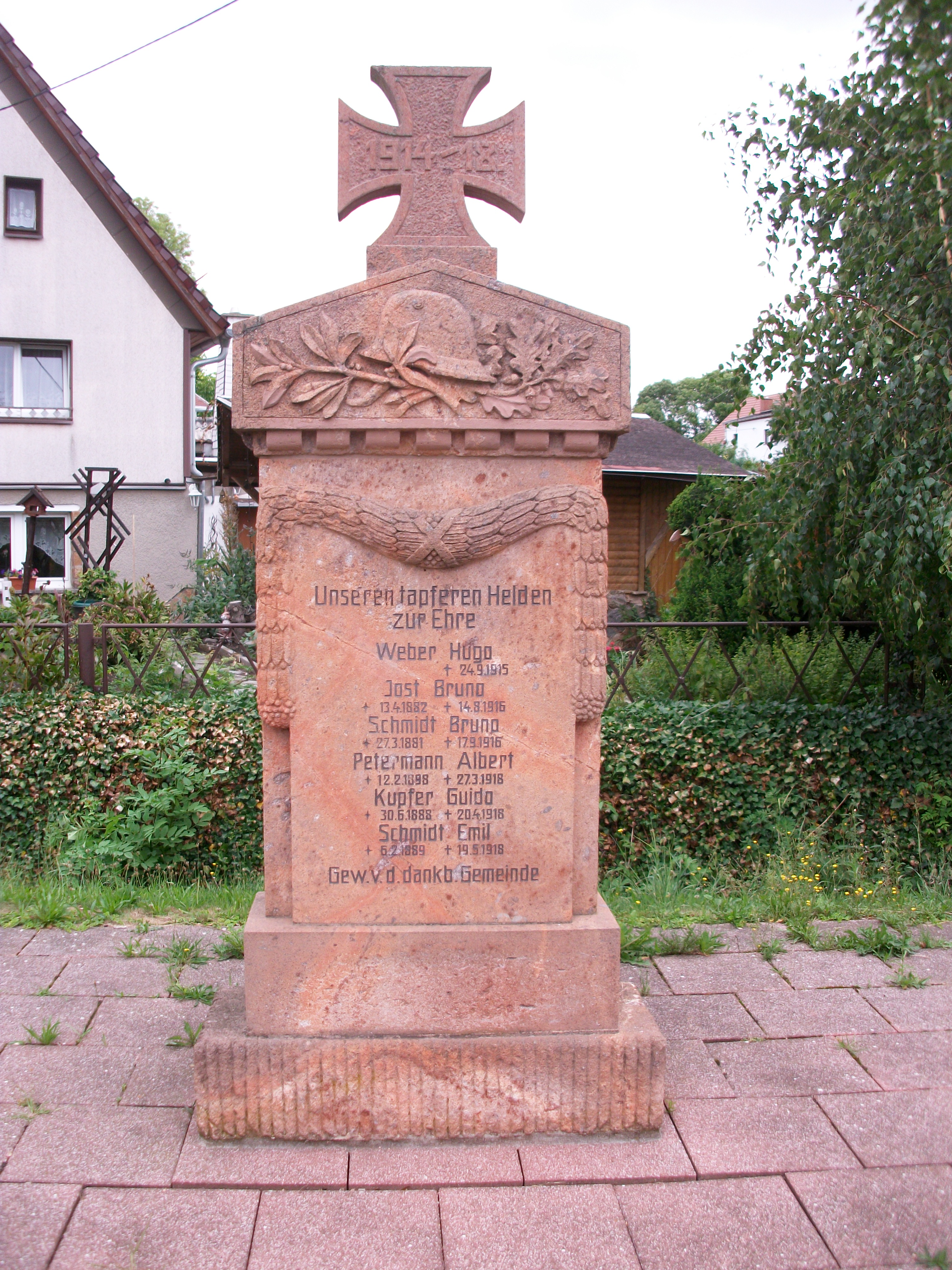
Kleinchursdorf, Denkmal 1. Weltkrieg

Das Waldhufendorf Kleinchursdorf wurde im Jahr 1390 als „Curstorff“ erwähnt. Kirchlich ist der Ort seit jeher nach Remse gepfarrt. Kleinchursdorf kam im Jahr 1543 als einstiger Besitz des im Zuge der Reformation im Jahr 1533 aufgelösten Klosters Remse durch Kauf an die Herren von Schönburg. Im Jahr 1551 wird Kleinchursdorf als Amtsdorf der schönburgischen Herrschaft Remse geführt, welche nach Auflösung des Klosters Remse im Jahr 1533 entstand und seit 1543 den Herren von Schönburg unter wettinischer Oberhoheit gehörte. Im Rahmen der administrativen Neugliederung des Königreichs Sachsen wurde Kleinchursdorf als Teil der schönburgischen Lehnsherrschaft Remse im Jahr 1835 der Kreisdirektion Zwickau unterstellt. Die Lehnsherrschaft Remse mit ihren Orten wurde seitdem administrativ durch das königlich-sächsische Amt Zwickau verwaltet. Ab 1856 gehörte Kleinchursdorf zum Gerichtsamt Remse und ab 1875 zunächst zur Amtshauptmannschaft Zwickau. Nachdem auf dem Gebiet der Rezessherrschaften Schönburg im Jahr 1878 eine Verwaltungsreform durchgeführt wurde, kam Kleinchursdorf mit dem gesamten ehemaligen Gerichtsamtsbezirk Remse im Jahr 1880 zur neu gegründeten sächsischen Amtshauptmannschaft Glauchau.
Durch die zweite Kreisreform in der DDR kam die  Gemeinde Kleinchursdorf Jahr 1952 zum Kreis Glauchau im Bezirk Chemnitz (1953 in Bezirk Karl-Marx-Stadt umbenannt). Am 17. September 1961 wurde Kleinchursdorf nach Remse eingemeindet. Seit 1990 gehörte Kleinchursdorf als Ortsteil der Gemeinde Remse zum sächsischen Landkreis Glauchau, der 1994 im Landkreis Chemnitzer Land bzw. 2008 im Landkreis Zwickau aufging. Im Rahmen des Zensus 2011 wurden für Kleinchursdorf 152 Einwohner ermittelt, Ende 2007 waren es noch sechs mehr.

## Besonderheiten
In Kleinchursdorf leben mehr Rinder als Menschen, weil im Dorf eine Agrargenossenschaft mit Milchviehanlage ansässig ist.